# Genuit Group
Genuit Group plc (ehemals Polypipe Group) ist ein britisches Unternehmen, das seinen Sitz in Leeds, hat. Es ist ein Hersteller von Kunststoffrohrsystemen für den Einsatz im Wohn-, Gewerbe-, Tiefbau- und Infrastrukturbereich. Die Rohrsysteme werden für eine Vielzahl von Anwendungen eingesetzt, darunter Entwässerung, Sanitärinstallation, Wasserversorgung, Wassermanagement, Kabelmanagement, Heizung und Lüftung.
Das Unternehmen ist an der Londoner Börse gelistet und Teil des FTSE 250 Index.

## Geschichte
Das Unternehmen wurde 1980 unter dem Namen Polypipe von Kevin McDonald (einem ehemaligen Klempner) und Geoff Harrison gegründet. In den 1990er Jahren wurde der Geschäftsbereich auf Frankreich und Italien ausgedehnt. Im Jahr 1995 kaufte Polypipe das französische Unternehmen Sud Ouest Plastiques, im Januar 1997 kaufte es die britische TDI und im November 1997 kaufte es Gabo Systemtechnik für 6,05 Mio. Pfund. Im Juli 1998 kaufte das Unternehmen Domus Ducting (umbenannt in Polypipe Ventilation) für 4,7 Millionen Pfund und im Januar 1999 kaufte es Pagette Sanitär Produktions (Deutschland) für 9 Millionen Pfund.
Im März 1999 wurde das Unternehmen von IMI für 337 Millionen Pfund gekauft. IMI verkaufte Polypipe im September 2005 für 293 Millionen Pfund an die US-amerikanische Private-Equity-Gesellschaft Castle Harlan. Im August 2007 übernahm die Private-Equity-Gesellschaft im Rahmen eines Management-Buy-outs die Kontrolle über das Unternehmen. Im Jahr 2009 erwarb Polypipe das Unternehmen Marshall-Tufflex, im Februar 2010 den Lüftungshersteller Silavent.
Im April 2014 fand der Börsengang an der Londoner Börse statt. Im November 2014 erwarb Polypipe die Firma Ferrob Ventilation. Im Februar 2015 erwarb Polypipe das Unternehmen Surestop und im August 2015 das Unternehmen Nuaire, einen Hersteller von Lüftungssystemen.
Im März 2021 änderte das Unternehmen seinen Namen von Polypipe in Genuit Group.